# 1876년 프랑스 총선
1876년 프랑스 총선은 프랑스 제3공화국 헌법이 마련된 뒤 그에 따라 치러진 선거로, 75.9%의 투표율을 기록했다

## 선거 결과
정당별 의석수
| 정당       | 의석수 |
| ---------- | ------ |
| 공화 좌파  | 193    |
| 공화연합   | 98     |
| 제정파     | 76     |
| 중도 우파  | 54     |
| 중도 좌파  | 48     |
| 7월왕정파  | 40     |
| 정통왕정파 | 24     |
| 합계       | 533    |